# Vicente, Sabina y Cristeta de Talavera
Vicente, Sabina y Cristeta de Talavera (Talavera de la Reina, España, siglo III - Ávila (España), 304), conocidos como los Santos Mártires de Talavera, fueron tres hermanos que son venerados como mártires y santos por la Iglesia católica.
Los tres murieron martirizados en Ávila durante la Persecución de Diocleciano.

## Hagiografía
San Vicente de Talavera, Santa Sabina de Talavera y Santa Cristeta de Talavera, como son conocidos individualmente, según las fuentes de que se disponen, quedaron huérfanos tempranamente, siendo Vicente, el mayor, quien se encargó del cuidado de sus hermanas.
Según los textos, los hermanos eran de Ebura (Ebura de Carpetania o Aebura), aunque hay quien les asocia con Ebora ((antigua denominación de Talavera de la Reina)).
Según la tradición fue Publio Daciano, prefecto romano de Hispania y gobernador de la Bética a quien se relaciona con la aplicación en Hispania del decreto de Diocleciano. Y la tradición le achaca directamente el martirio infligido a los tres hermanos de Talavera.
Publio Daciano llegó a Talavera de la Reina tras pasar por Barcelona, Zaragoza y Toledo aplicando el decreto de persecución de los cristianos. Allí Vicente fue denunciado como cristiano y presentado ante el prefecto. Confesó que era cristiano y fue requerido para que abjurara de su fe e hiciera sacrificios a los dioses del imperio. Dice el acta del martirio de los santos que Vicente contestó:
Carecería de sólido entendimiento si, menospreciando al Dios verdadero que creó el cielo y formó la tierra, penetró los abismos y ciñó los mares, diese culto a los falsos dioses de leña y piedra, representados en estatuas vanas. Júpiter a quien tú invocas, fue un hombre inútil cuyas maldades y torpezas publican vuestros mismos libros, pero mi Dios es Santo e inmaculado, uno en esencia y trino en personas, quien por su infinito poder y suma bondad hizo las obras admirables, que en el cielo y la tierra vemos y sabemos, las cuales por todas partes publican su divinidad.
Enviado al templo de Júpiter para que ofreciese el pertinente sacrificio, dice la leyenda que, al pisar templo, la piedra se ablandó como cera bajo sus pies, dejando marcadas en el suelo las huellas de sus plantas y del báculo en que se apoyaba. Hoy día se venera en Talavera de la Reina una losa con dos pies y un hoyo circular marcados atribuidos a aquel episodio.
Amedrentados, los guardias se van despavoridos. Vicente recoge a sus hermanas Sabina y Cristeta en su casa y los tres huyen a través de la Sierra que hoy lleva su nombre. Otra versión dice que fueron los arúspices del templo quienes consideraron el hecho de la piedra un mal augurio y pidieron al prefecto que encerrara tres días a Vicente para ver si se retractaba. Encerrado, fue visitado por sus hermanas que le pidieron que escapara con ellas para poder cuidarlas. Ayudados por centinelas huyeron.

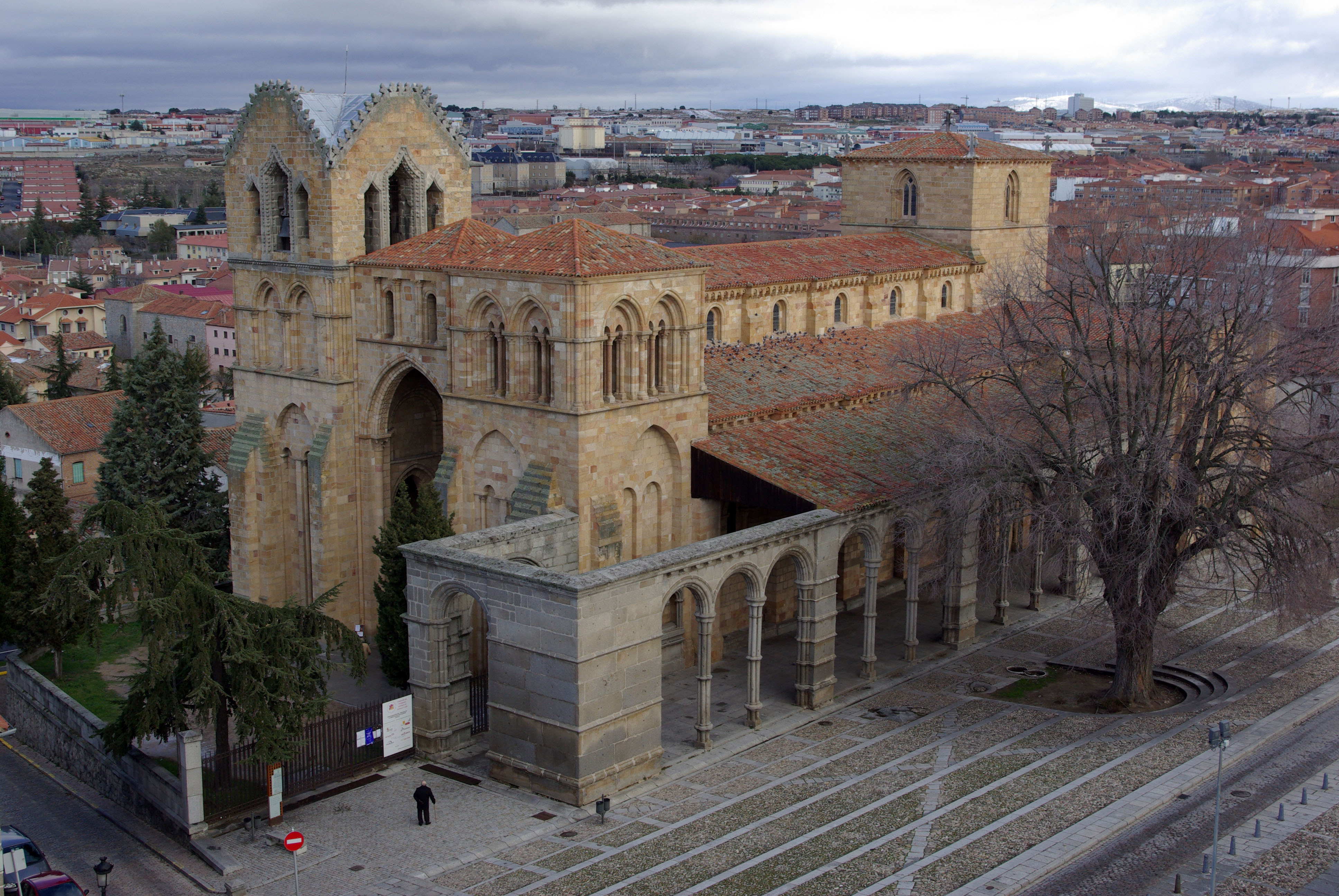
Basílica de los Santos Hermanos Mártires, Vicente, Sabina y Cristeta, en Ávila.

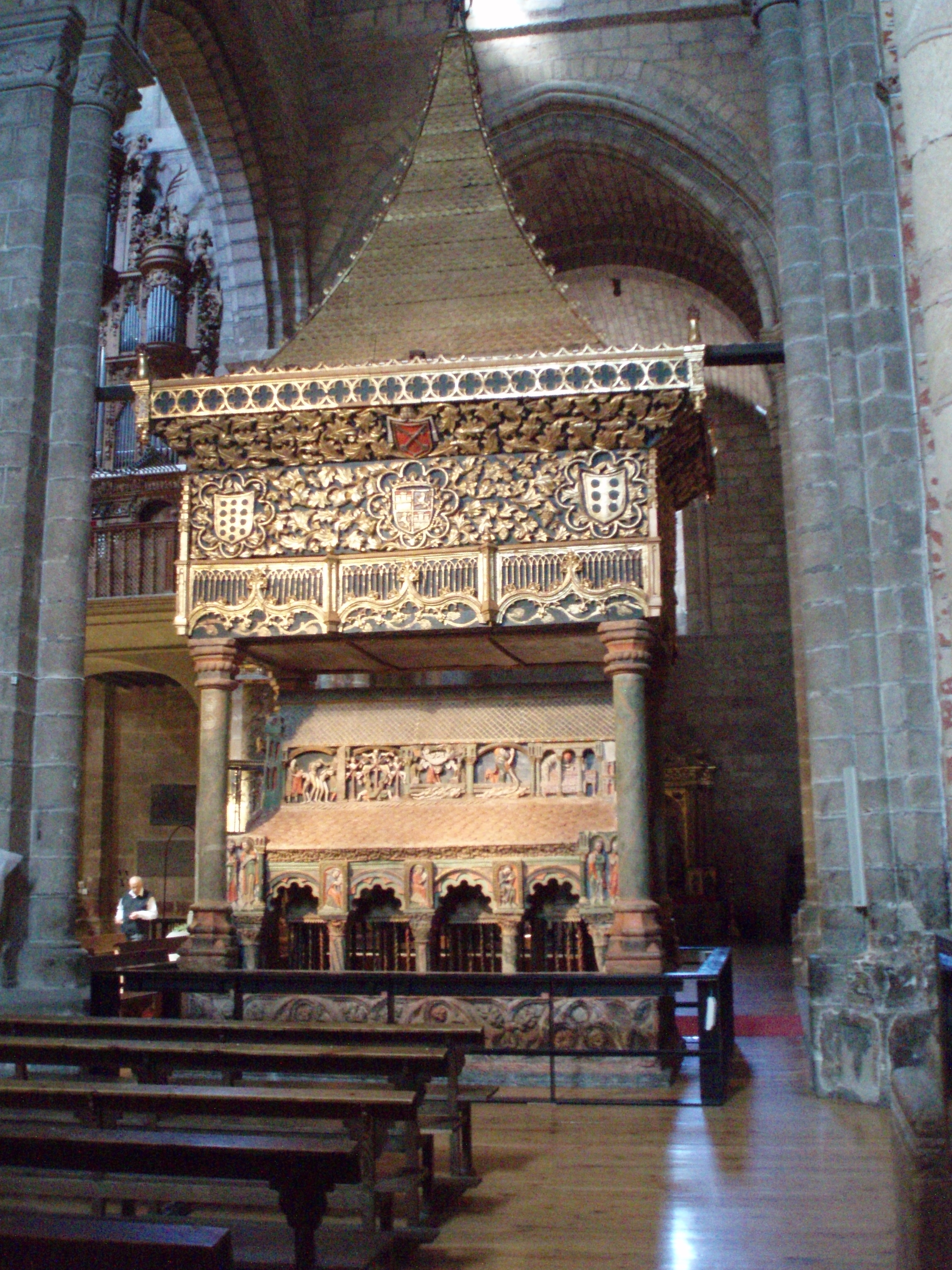
Cenotafio de los Santos Mártires

En la Sierra de San Vicente, término municipal de Hinojosa de San Vicente (provincia de Toledo) se encuentra la cueva donde estuvieron ocultos los santos Vicente, Sabina y Cristeta durante la búsqueda ordenada por Daciano para su captura. Prosiguen su huida y son capturados cerca de Ávila y martirizados con crueldad.
Sus cuerpos, inicialmente abandonados en el campo, fueron recogidos por un hebreo que, convertido al cristianismo, los llevó a la ciudad y edificó la primera iglesia a ellos dedicada. El Sepulcro de los Santos Mártires se encuentra en la actual basílica de San Vicente de Ávila, sucesora de la primitiva iglesia destinada a conservar sus restos y su memoria.

### El relicario de Talavera de la Reina
Para preservar las reliquias de la invasión musulmana, según recoge la Crónica de Alfonso X el Sabio, fueron llevadas desde Ávila al Monasterio de San Pedro de Arlanza en 1063. Posteriormente, tras la desamortización y abandono del monasterio, en 1835, se trasladaron a la iglesia de San Cosme y San Damián de Covarrubias y luego a la Capilla de los Mártires de la catedral burgalesa, donde permanecieron hasta que se autorizó el traslado de una parte a Ávila en 2002. En 1638 la villa de Talavera pidió al monasterio burgalés de San Pedro de Arlanza que se le concediese alguna parte de tan venerandos recuerdos, a lo cual accedió aquella comunidad, según se detalla en un pergamino guardado en la misma arquita en que las dichas reliquias se custodian en la Colegial de Talavera”.

## Leyenda
La única fuente histórica sobre estos tres hermanos mártires es el himno Huc vos gratifice, plebs pia convocat (anterior al siglo IX, se cree que de época visigótica) cuyo asunto trata hechos anteriores a la invasión musulmana de la península ibérica (711). Se cantaba en Ávila, que custodiaba las reliquias de los tres santos, elogiando el martirio, pero no mencionaba sus hechos. A partir de estos textos se elabora la leyenda que se relata en su hagiografía.

## Santuarios y lugares de culto

### Basílica de San Vicente

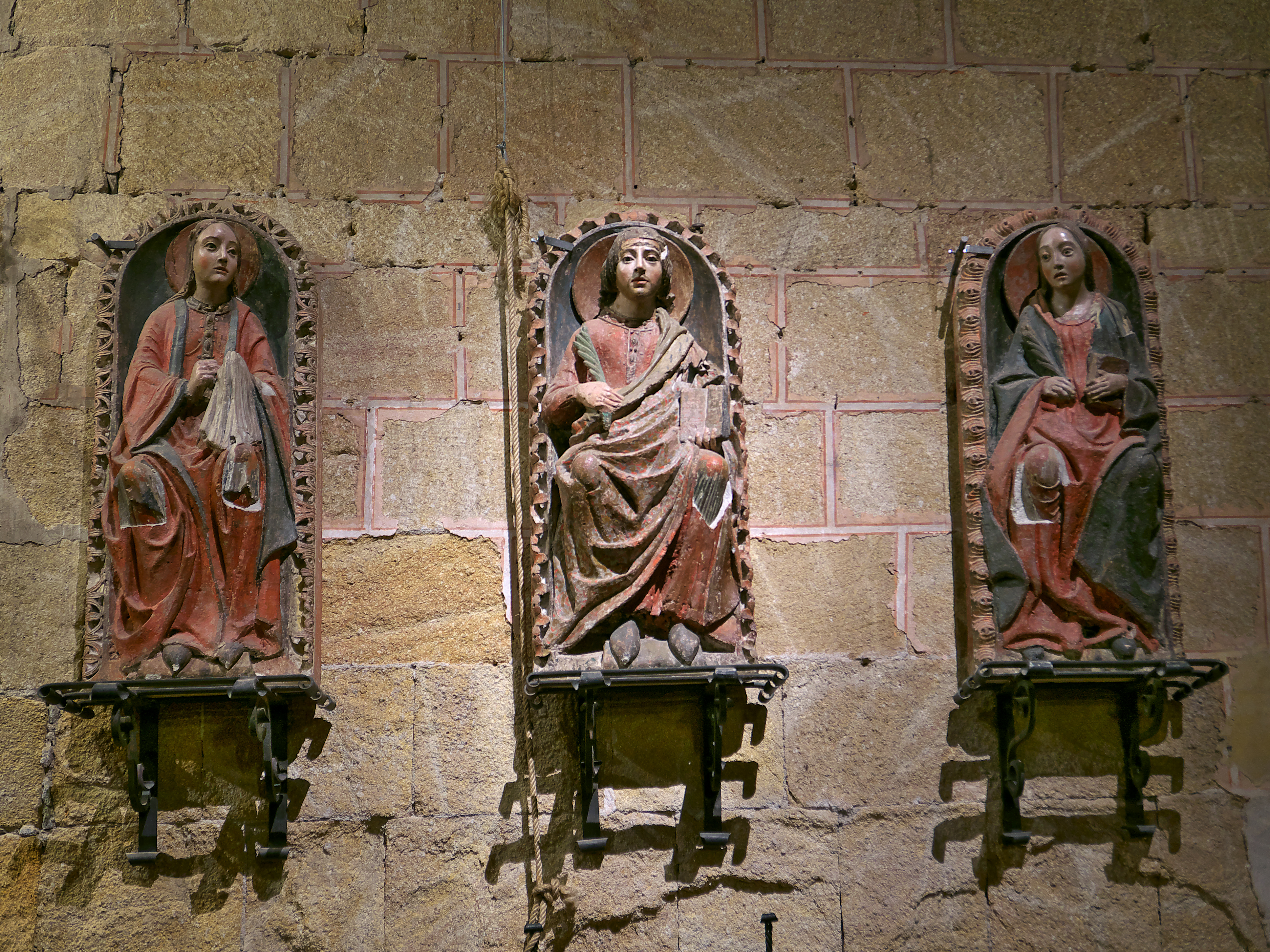
Basílica de San Vicente (Ávila)

Templo románico ubicado en Ávila, España, el de mayor tamaño e importancia de la ciudad después de la Catedral y una de las obras más destacadas de este estilo arquitectónico de todo el país.

### Parroquia de los Santos Mártires de Talavera de la Reina
Es el templo de la parroquia de Talavera la Vieja desaparecida al construirse el embalse de Valdecañas. Antes de ser cubierto por las aguas, la iglesia fue desmontada, trasladada y reconstruida (excepto el ábside) a Talavera de la Reina, habiéndose iniciado los trabajos en 1962 y finalizándose en 1976. La nueva parroquia fue dedicada a los Santos Mártires Vicente, Sabina y Cristeta, si bien, en su antigua ubicación estaba consagrada a San Agustín.

### Cueva y eremitorio
En los términos municipales de Hinojosa, El Real de San Vicente y Navamorcuende. En la cumbre del cerro de San Vicente se encuentran hoy unas ruinas de lo que fue un célebre eremitorio muy tardío, fundado en el siglo XVII. La tradición de aquella comarca señala que entre las breñas y peñascos de granito del cerro, estuvieron refugiados los santos mártires. En 1633 Francisco de Randona creyó ver en una cueva las señales que dejaron los santos mártires y sobre ella labró una pequeña ermita donde hizo vida de anacoreta junto con otros compañeros, tomando el hábito de san Pablo y más tarde el de la orden carmelita.

### Losa
En Talavera de la Reina se venera la losa con dos pies y el hoyo circular marcado por el bastón, atribuido al episodio del templo de Júpiter.

## Literatura
José María Gómez, profesor de Literatura del Instituto Padre Juan de Mariana de Talavera de la Reina, amante de las tradiciones y conocedor de la historia de la comarca y que durante muchos años colaboró en la Voz del Tajo en la Fiesta de los Santos Mártires, escribió un Romance de los Santos Mártires.